# Шпайерский рейхстаг (1529)

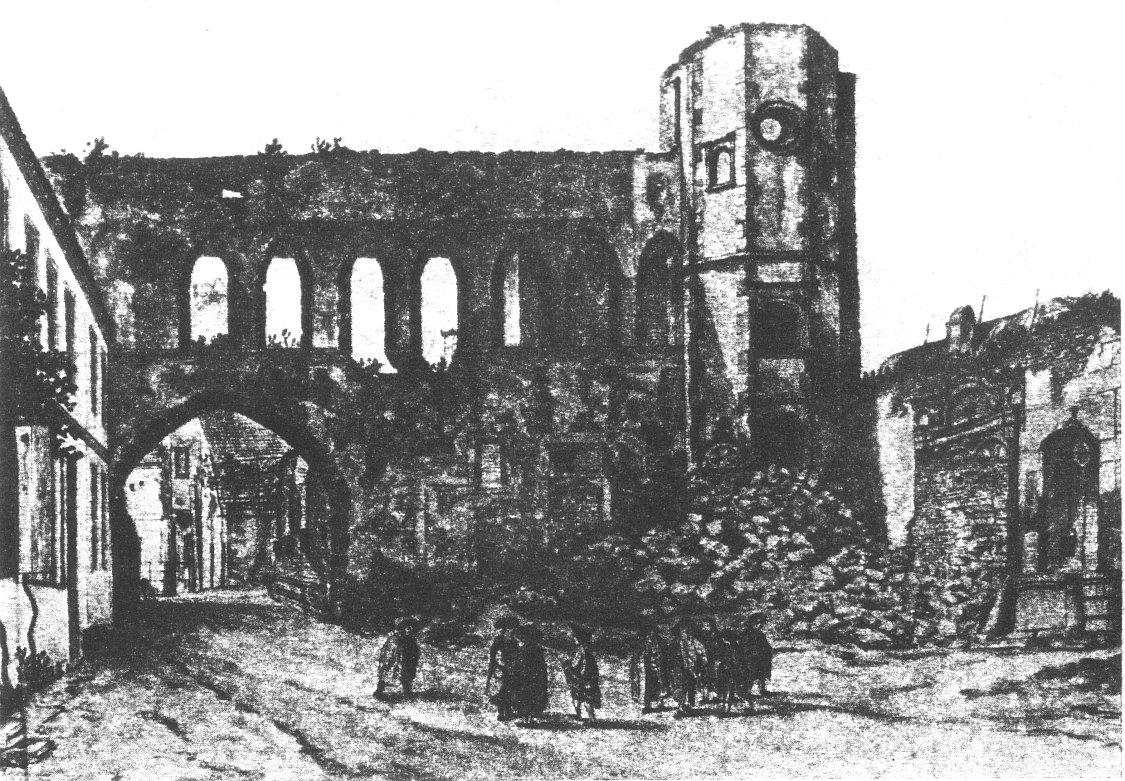
Разрушенное здание Ratshofes zu Speyer, в котором проходил рейхстаг

Шпайерский рейхстаг (иногда называемый Шпайером II) — рейхстаг Священной Римской империи, состоявшийся в 1529 году в Имперском городе Шпайер (расположен в современной Германии). Рейхстаг осудил результаты Шпайерского рейхстага 1526 года и запретил дальнейшую реформацию. Это привело к протестам в Шпайере.

## Рейхстаг
Шпайерский рейхстаг был созван в марте 1529 года для обсуждения действий против турок, чьи армии продвигались вперёд в Венгрии (которые позднее осадят Вену в том же году), и мер против дальнейшего распространения протестантизма.
Рейхстаг открылся 15 марта. Католические сановники появились в полном составе, как и различные князья и представители имперских городов, которые тяготели к реформам Лютера и Цвингли. Католики, особенно учитывая недавние успехи Карла V против французов в Италии, стремились полностью изменить политику религиозной терпимости, принятую в 1526 году.
На рейхстаге не присутствовал сам Карл. Он послал инструкции своему регенту, Фердинанду, в которых рекомендовалось придерживаться примирительной линии, но они не достигли его брата вовремя. Вместо этого Фердинанд зачитал свои собственные гораздо менее примирительные предложения от имени Карла в начале рейхстага. Фердинанд осудил то, как многие князья истолковывали итоги Шпайерского рейхстага в 1526 году. Он, в частности, отказал им в праве выбирать, какие религиозные реформы вступят в силу в их государствах (принцип «чья власть, того и вера»), и приказал, чтобы католицизм сохранялся во всех государствах Священной Римской империи.
Протестанты почувствовали, что «Христос снова оказался в руках Каиафы и Пилата». Итоги рейхстага нейтрализовали результаты предыдущего рейхстага 1526 года; он фактически осудил (но не аннулировал) принятые на нём договорённости; и запретил, под страхом имперского запрета, любые дальнейшие преобразования в религиозной сфере до заседания Собора, которое теперь было положительно обещано на следующий год Императором и Папой Римским. Вормсский эдикт, следовательно, должен был исполниться, не дожидаясь Вселенского собора. Для цвинглийцев и анабаптистов прекратилась веротерпимость. Последние должны были быть наказаны смертью.

## Протесты
Лютеране-участники рейхстага, под вполне обоснованным предлогом, означающем запрещение любых будущих преобразований означало смерть для всего реформистского движения, приняли в юридической форме обращение от своего имени, имени своих подданных и всех христиан в знак протеста против итогов рейхстага 25 апреля 1529 года. Они протестовали против всех тех мер, принятых рейхстагом, которые, по их мнению, противоречили Слову Божьему, их совести и решениям рейхстага 1526 года, и обратились с призывом большинства к Императору, созвать всеобщий или немецкий совет при участии беспристрастных христианских судей. Их действие создало термин «протестантизм» — до сих пор он используется как название для этого религиозного движения.
Документ был подписан курфюрстом Иоганном Саксонским, маркграфом Георгом Бранденбургским, герцогами Эрнестом и Франциском Брауншвейг-Люнебургскими, ландграфом Филиппом Гессенским, принцем Вольфгангом Ангальтским, а также представителями четырнадцати имперских городов, включая Страсбург и Санкт-Галлен. Они были полны решимости защитить себя от любого акта насилия католического большинства. Их девизом стало изречение курфюрста Иоганна Саксонского: «Да пребудет Слово Божье во веки веков».